# Денёв, Пол
Пол Денёв (англ. Paul Deneve; 16 февраля 1961, Брюссель, Бельгия) — вице-президент компании Apple по специальным проектам, бывший президент и гендиректор дома высокой моды Yves Saint Laurent (2011—2013).

## Биография
Бельгиец по происхождению, Пол Денёв является выпускником Брюссельского свободного университета. После которого он получил степень магистра в Университете Чикаго, а затем степень магистра наук в области управления в Стэнфордском университете.
С 1990 по 1997 годы он был сотрудником европейского филиала компании Apple и отвечал за продажи и маркетинг продукции Apple в Европе.
Потом занимал высшие должности в индустрии моды, включая президента модных домов Lanvin и Nina Ricci, а также был управляющим директором Courrèges.
Весной 2011 года занял пост исполнительного директора модного дома Yves Saint Laurent Paris.
В 2013 году вернулся в Apple Inc в качестве вице-президента по специальным проектам, подчиняясь непосредственно гендиректору компании Тиму Куку.